# Sendalamula
Sendalamula es una aldea española del municipio de Almodóvar del Campo, perteneciente a la provincia de Ciudad Real, en la comunidad autónoma de Castilla-La Mancha.

## Toponimia
El nombre del lugar puede encontrarse referido con las grafías Senda-la-mula y Sendalamula.

## Historia
Hacia mediados del siglo XIX, el lugar, ya por entonces perteneciente a Almodóvar del Campo, era mencionado como una aldea con muy pocas casas. Aparece descrito en el decimocuarto volumen del Diccionario geográfico-estadístico-histórico de España y sus posesiones de Ultramar de Pascual Madoz de la siguiente manera:

SENDA-LA-MULA: ald. en la prov. de Ciudad-Real, part. jud. y térm. de Almodóvar del Campo (4 leg.). sit. en la cúspide de la cord. de sierras de Alcudia: tiene muy pocas casas, que habitan por lo regular gentes miserables y guardas del valle de la Alcudia. pobl., riqueza y contr., con su matriz.
(Madoz, 1849, p. 169)